# Schlacht bei Warburg
Geldern – Hastenbeck – Rheinberg – Krefeld – Sandershausen – Mehr – Lutterberg – Bergen – Minden – Gohfeld – Fulda – Korbach – Emsdorf – Warburg – Rhadern – Kloster Kampen – Langensalza – Saalfeld – Vellinghausen – Arnsberg – Wilhelmsthal – Lutterberg – Brücker Mühle
Die Schlacht bei Warburg (auch als Gefecht oder Treffen bei Warburg bezeichnet) war eine militärische Auseinandersetzung während des Siebenjährigen Krieges (1756–1763), die am 31. Juli 1760 bei Warburg im heutigen Nordrhein-Westfalen stattfand. Eine alliierte Armee aus kur-braunschweig-lüneburgischen, braunschweig-wolfenbüttelschen, hessen-kasselschen und britischen Truppen unter Führung des Herzogs Ferdinand von Braunschweig-Wolfenbüttel besiegte darin eine etwas stärkere französische Heeresabteilung unter dem Comte de Muy. Durch diesen Sieg gelang es den Alliierten, zumindest die Diemel-Linie und somit Westfalen zu verteidigen, während sie gleichzeitig Hessen-Kassel aufgeben mussten.

## Vorgeschichte

### Politische Hintergründe
Der Frieden von Aachen vom 18. Oktober 1748 setzte dem mehr als achtjährigen Österreichischen Erbfolgekrieg (1740–1748) ein Ende. Er beendete die Kampfhandlungen zwischen Großbritannien und Frankreich in den nordamerikanischen und indischen Kolonien. Die in Europa umstrittene und vormalige österreichische Provinz Schlesien wurde dem Königreich Preußen zugesprochen. Doch die grundsätzlichen Gegensätze blieben weiterhin bestehen und die Lage spitzte sich ab dem Jahre 1755 wieder zu. Im Tal des Ohio River gerieten Großbritannien und Frankreich erneut aneinander, und auf Betreiben des österreichischen Staatskanzlers Graf Kaunitz (1711–1794) schlossen sich Österreich, Frankreich und Russland gegen Preußen zusammen. Im Mai 1756 brach der Krieg zwischen Frankreich und Großbritannien aus, dem im August 1756 der Ausbruch des mitteleuropäischen Krieges im Kurfürstentum Sachsen folgte. Seit der Konvention von Westminster (16. Januar 1756) waren Großbritannien und Preußen Verbündete. Dieser Vertrag sah vor, dass der Inselstaat das wirtschaftlich schwache Preußen mit Subsidien unterstützte, während dieses im Gegenzug den militärischen Schutz des Kurfürstentums Braunschweig-Lüneburg („Kurhannover“) garantierte. Hannover war das Stammland des britischen Königs George II. (1683–1760), der in Personalunion auch Kurfürst von Hannover war. Es war vor allem dieser Umstand, der Preußen in einen Krieg gegen Frankreich verwickelte. Die französische Strategie für den Krieg gegen Großbritannien war nämlich, das Kurfürstentum zu besetzen und als Faustpfand später bei Friedensverhandlungen gegen koloniale Erwerbungen eintauschen zu können.
Zum Schutz seiner westdeutschen Besitzungen und Hannovers stellten Preußen und seine Verbündeten aus dem Kurfürstentum Braunschweig-Lüneburg, der Landgrafschaft Hessen-Kassel, dem Fürstentum Braunschweig-Wolfenbüttel und kleineren Fürstentümern eine Observationsarmee unter dem Oberbefehlshaber Duke of Cumberland (1721–1765), dem Sohn des britischen Königs, auf. Diese wurde jedoch in der Schlacht bei Hastenbeck (26. Juli 1757) von den französischen Truppen geschlagen. Der Duke of Cumberland schloss daraufhin am 10. September die Konvention von Kloster Zeven, und die Franzosen besetzten das gesamte Kurfürstentum Hannover. Die Konvention wurde jedoch von der britischen Regierung nicht anerkannt. Auf persönlichen Wunsch des britischen Königs wurde der preußische General Herzog Ferdinand von Braunschweig-Wolfenbüttel (1721–1792) mit dem Oberbefehl über die alliierten Truppen betraut. Dieser griff noch im Winter 1757/58 die französischen Truppen in ihren Winterquartieren an und warf sie bis an den Rhein zurück. Die Feldzüge von 1758 und 1759 verliefen unentschieden. Zwar verfügten die Franzosen über eine numerische Überlegenheit, aber in entscheidenden Kämpfen unterlagen sie immer wieder dem operativen und taktischen Geschick der alliierten Truppen. In beiden Fällen waren die Franzosen gezwungen, sich jeweils im Herbst hinter den Rhein und Main zurückzuziehen.
Nach der katastrophalen Niederlage in der Schlacht bei Minden (1. August 1759) war Maréchal Victor-François de Broglie, der von Historikern als fähiger Heerführer gesehen wird, mit dem Oberbefehl über die Truppen in Deutschland betraut worden. Er sollte im Feldzug von 1760 endlich die alliierten Streitkräfte zurückdrängen und Hannover als Faustpfand für künftige Friedensverhandlungen in Besitz bringen.

### Operationen im Sommer 1760

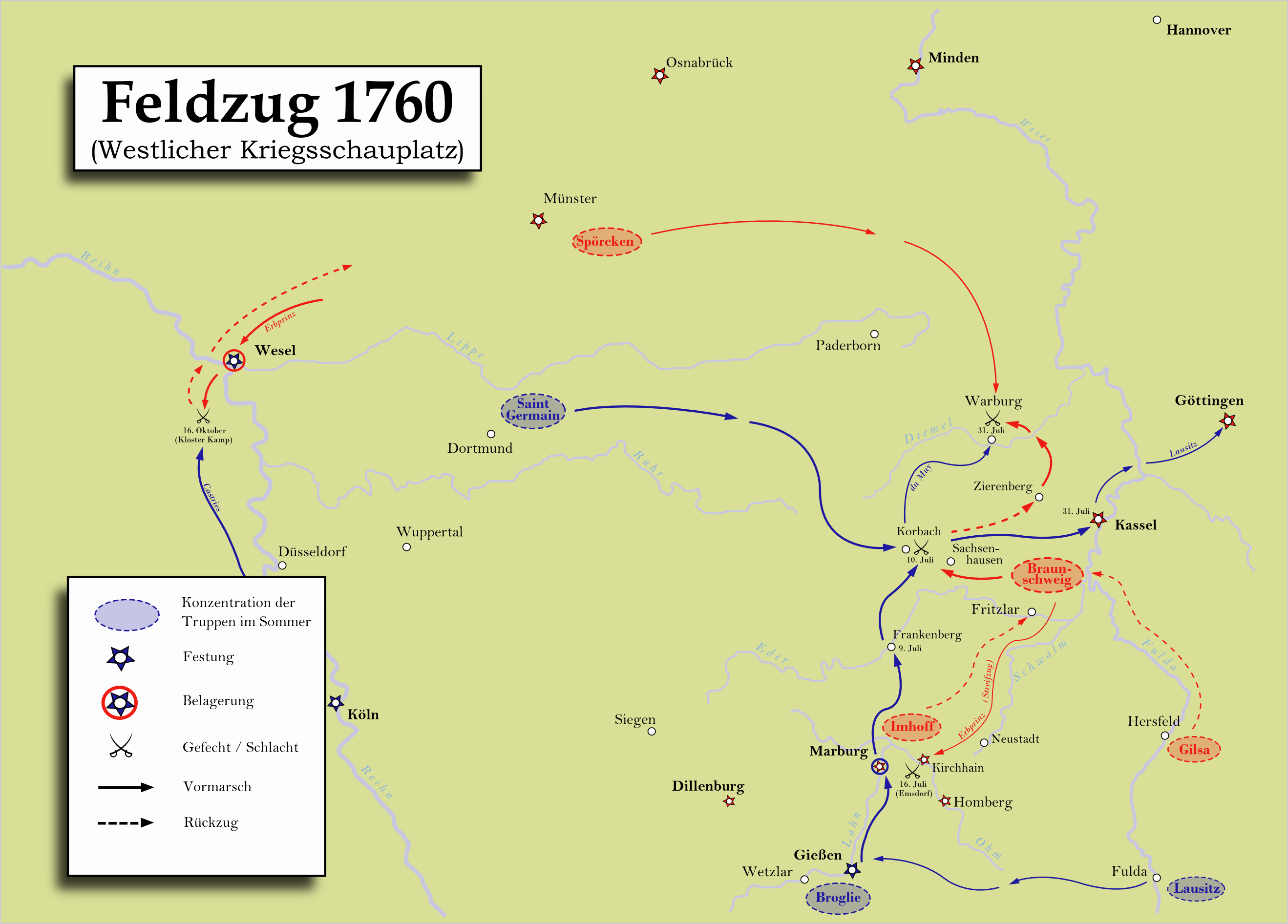
Verlauf der Operationen auf dem westlichen Kriegsschauplatz im Jahre 1760

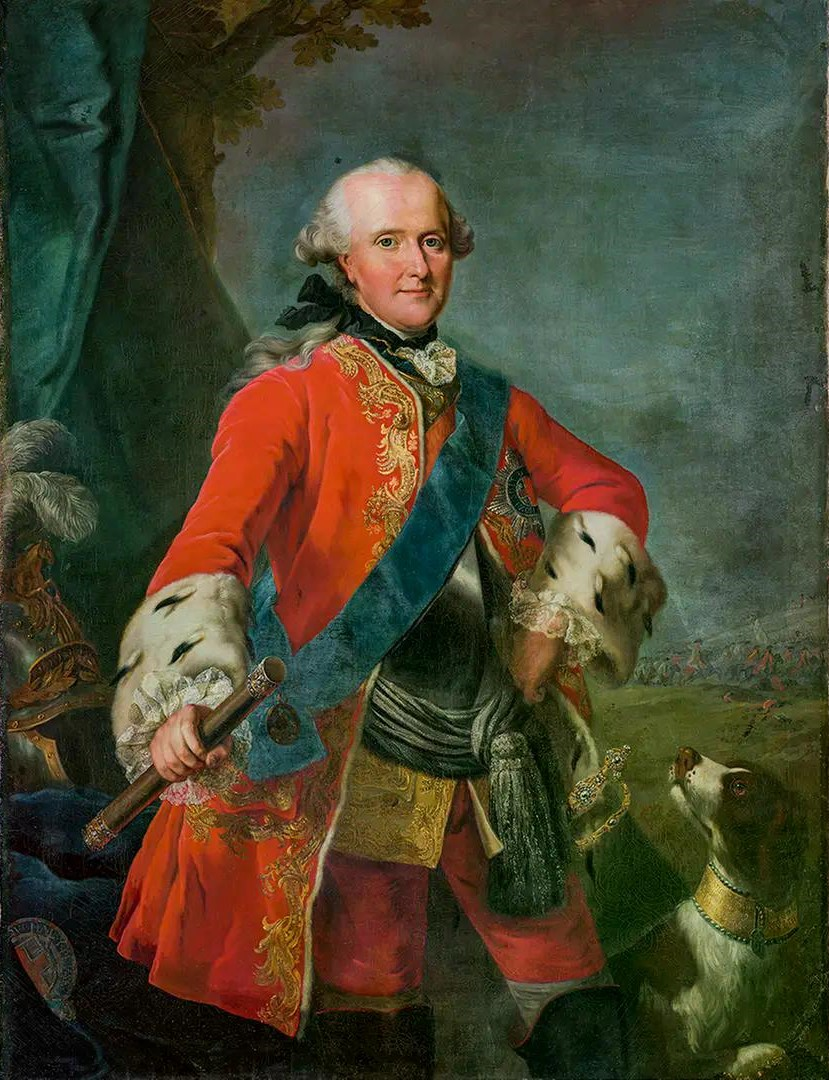
Herzog Ferdinand von Braunschweig (1721–1792); Portrait von Johann Heinrich Tischbein d.Ä.

Im Frühsommer 1760 versuchte Herzog Ferdinand von Braunschweig, der Befehlshaber der alliierten Truppen auf dem westlichen Kriegsschauplatz, die Initiative gegenüber den französischen Armeen unter dem Maréchal Duc de Broglie zu gewinnen. Er operierte von Hessen-Kassel aus und versuchte zunächst, die Vereinigung der beiden französischen Teilarmeen nahe Sachsenhausen zu verhindern. Dieser Ansatz war jedoch nicht erfolgreich und führte am 10. Juli 1760 zur Niederlage eines alliierten Korps im Gefecht bei Korbach. Trotz des allgemeinen Kräfteverhältnisses von ca. 66.000 Alliierten gegenüber mehr als 100.000 Franzosen standen sich die beiden Heere in den nächsten Tagen untätig gegenüber. Ein französisches Korps, mit dem Maréchal de Broglie die rückwärtigen alliierten Linien zu bedrohen versuchte, wurde am 16. Juli 1760 im Gefecht bei Emsdorf aufgerieben.
Nun ging de Broglie mit der Masse seiner Truppen zur Offensive über und drängte die alliierten Korps bis zum 27. Juli über die Fulda zurück. Das alliierte Hauptheer stand bei Kassel, während das französische bei Balhorn lagerte. Broglie entsandte sein Reservekorps unter dem Comte de Muy über Volkmarsen nach Stadtbergen, um dort die Übergänge über die Diemel für die alliierten Truppen zu sperren. Auf den Übergang bei Warburg sollten die Chasseurs de Fischer angesetzt werden. Nachdem weitere Truppen nach Warburg kommandiert wurden, um diesen wichtigen Übergang zu besetzen, erhielt auch de Muy den Befehl dazu. Er erreichte den Ort am Abend des 29. Juli mit 28 Linienbataillonen, 2 Milizbataillonen sowie 31 Kavallerie-Schwadronen und einem Freikorps; insgesamt etwa 20.000 Mann. Dort bezogen die französischen Regimenter zwischen Warburg und Ossendorf eine Stellung, die nach Nordosten gerichtet war, wo bei Körbecke alliierte Truppen gesichtet worden waren.
Herzog Ferdinand von Braunschweig befand sich in einer schwierigen Lage. Durch das Vorgehen de Broglies an die Diemel liefen die alliierten Truppen Gefahr, von ihren Magazinen und Festungen im Herzogtum Westfalen abgeschnitten zu werden. Dann müssten sie sich der französischen Übermacht zwischen Fulda und Diemel unter ungünstigsten Bedingungen zu einer Schlacht stellen oder wie im Vorjahr über die Weser ausweichen. Letzteres hätte den Verlust von ganz Hessen und Westfalen bedeutet. Der Herzog beschloss deshalb, seine Verbände an die Diemel vorzuschieben, um dort den Franzosen zuvorkommen zu können. Am 28. Juli traf dort die Légion Britannique unter Major von Bülow bei Liebenau auf Voraustruppen der Chasseurs de Fischer, die nach Warburg auswichen. Als der Herzog somit von den Bewegungen der französischen Armee erfuhr, dirigierte er das Korps des Generals Friedrich von Spörcken mit 14 Bataillonen, 14 Eskadronen und 22 Geschützen nach Warburg. Das Korps erreichte am 29. Juli Körbecke. Am folgenden Tag trafen weitere Verstärkungen von 10 Bataillonen, 8 Eskadronen und 4 Geschützen unter dem Erbprinz von Braunschweig ein.
Im alliierten Hauptquartier überzeugte Philipp von Westphalen, der Sekretär und eigentliche Stabschef des Herzogs von Braunschweig, den Oberbefehlshaber davon, dass die Situation ein schnelles Handeln erforderte. In jetziger Situation könne der Erbprinz an der Diemel geschlagen werden, wenn das Korps de Muys weitere Verstärkungen erhielt. Er schlug vor, mit der Hauptarmee schnell an die Diemel zu marschieren und dort de Muys Verbände zu schlagen. Nur eine Nachhut unter dem Graf Kielmansegg sollte Kassel decken und dieses notfalls auch räumen. Wäre de Muys Korps erst geschlagen, könne man auch das vorübergehend geräumte Hessen wieder einnehmen. Daraufhin erteilte der Herzog sofort den Befehl zum Aufbruch für den Abend des 30. Juli.

### Gelände um Warburg

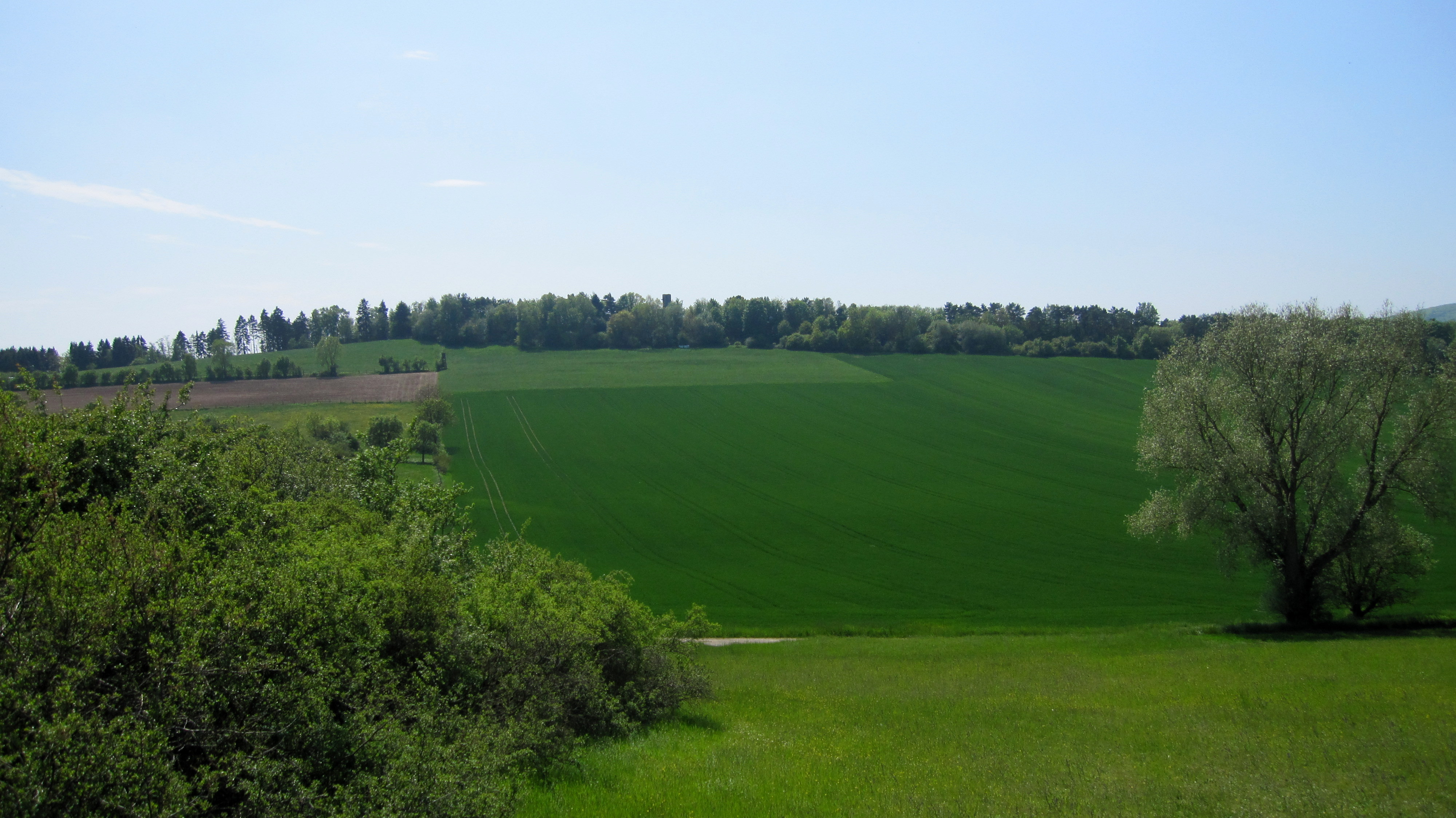
Blick südsüdostwärts zum Heinberg mit Heinturm

Die Schlacht fand in unmittelbarer Nähe der Stadt Warburg im Hochstift Paderborn statt. Die überwiegend katholische Bevölkerung war den durchweg protestantischen deutsch-britischen Alliierten durchaus nicht freundlich gesinnt, wobei die ständische Gesellschaft des Hochstifts im schon drei Jahre wütenden Siebenjährigen Krieg im Paderborner Land sich angesichts fouragierender und plündernder Truppen aller Seiten eher ihrem Schicksal ergab. Warburg selbst war zwar die zweitgrößte Stadt des Fürstentums, aber nur unzureichend durch eine mittelalterliche Mauer befestigt. Nordöstlich der Stadt befindet sich der steil aufragende Desenberg inmitten der fruchtbaren Ebene Warburger Börde. Die Diemel begrenzte im Süden das Schlachtfeld. Sie konnte mit einigem Aufwand von Truppen überwunden werden. Bedeutung für die Schlacht hatte vor allem der Höhenzug Richtung Ossendorf; ein wenig abgesetzt befindet sich als eine weitere Erhebung der Heinberg mit dem alten Wachturm Heinturm. Zur Zeit der Schlacht standen die Felder in Ernte.

## Verlauf der Schlacht

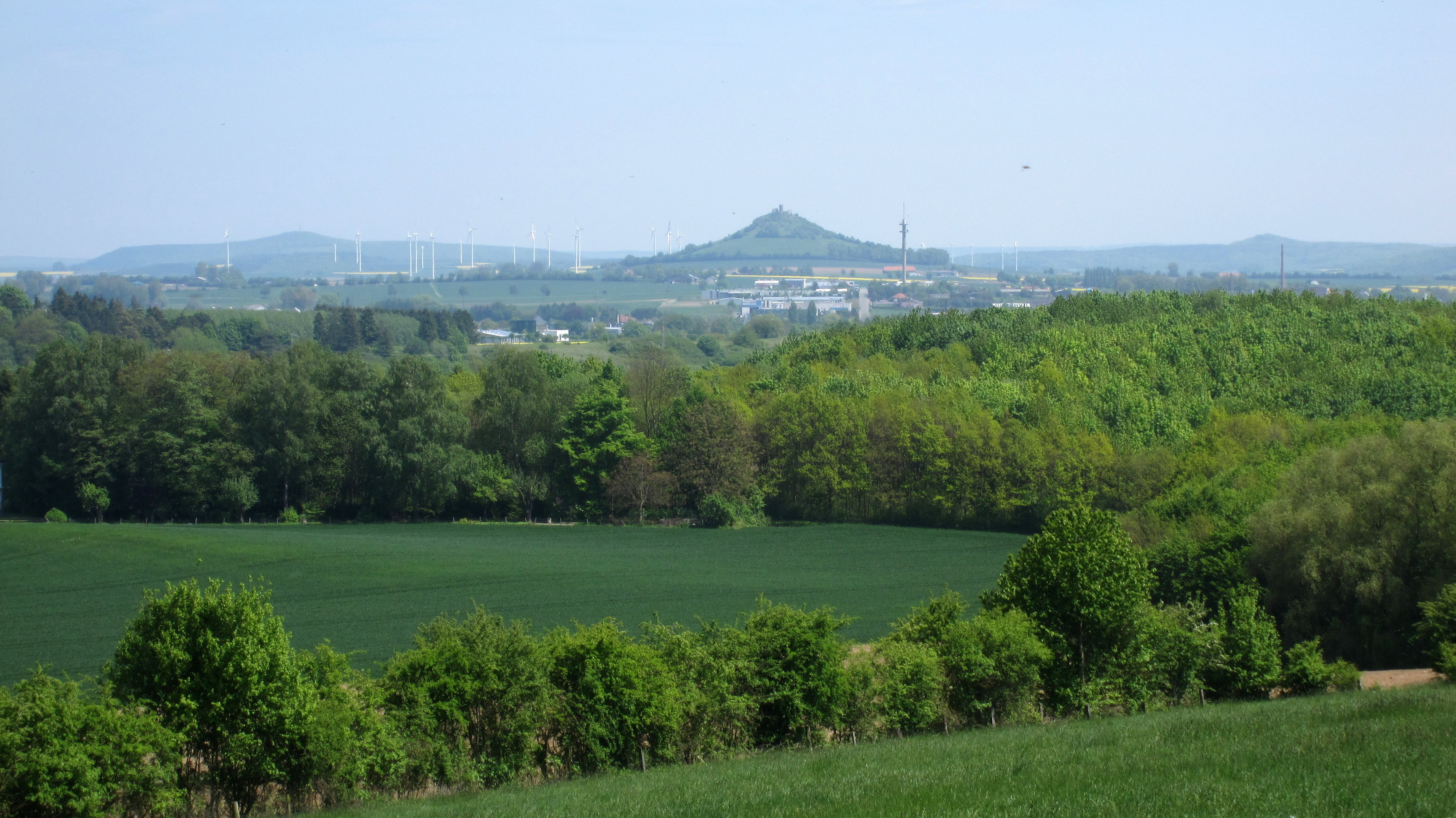
Ostblick vom Heinberg Richtung Desenberg

Das Korps des Chevalier de Muy umfasste (ohne die Miliz-Bataillone und Freikorps) 28 Bataillone, 31 Eskadronen und 24 Geschütze mit etwa 18.000 Mann. Diese standen nördlich der Diemel auf einem Höhenzug, der nordwestlich von Warburg bis Ossendorf verlief. Von der französischen Stellung aus war das gesamte Gelände bis zum Desenberg südwestlich von Daseburg überschaubar. Die Stellung war relativ günstig und hatte nur den einen Nachteil, dass ihre geringe Tiefe Truppenverschiebungen erschwerte. Südlich der Stellung gab es bei Warburg und Germete Brücken über die Diemel, die um diese Jahreszeit ohnehin nur wenig Wasser führte.

### Alliierter Aufmarsch
Am Morgen des 30. Juli besichtigte der Erbprinz Karl Wilhelm Ferdinand von Braunschweig-Wolfenbüttel vom Desenberg aus die französische Stellung. Er kannte das Gelände, da er im vorangegangenen Winter sein Winterquartier in Warburg aufgeschlagen hatte. Er entschloss sich zum Angriff und meldete dies an das alliierte Hauptquartier, das gerade dieselbe Absicht entwickelt hatte. Der Erbprinz plante, mit seinen Truppen in der Nacht die französische Stellung zu umgehen und deren linke Flanke am Heinberg anzugreifen. In der Front sollte nur ein schwacher Ablenkungsangriff durchgeführt werden. Der Herzog von Braunschweig hatte inzwischen beschlossen, mit der ganzen Armee nach Warburg zu marschieren. Deshalb wies er den Erbprinzen an zu warten und seine Umgehung erst zu beginnen, wenn die Hauptarmee die Diemel überschritten und somit nahe genug herangekommen wäre. Die Hauptarmee verließ ihr Lager bei Calden um 9 Uhr abends und überschritt die Diemel auf Pontonbrücken zwischen Liebenau und Trendelburg.
Am Morgen traf der Herzog vor Warburg ein. Da sich der Übergang des Hauptheeres verzögerte, befahl er dem Erbprinz und General von Spörcken um 7 Uhr, die Umgehungsbewegung einzuleiten, ohne weiter zu warten. Die Truppen, die 14.578 Mann umfassten, formierten zwei Kolonnen. Die rechte marschierte unter General Spörcken über Borgentreich, nördlich um Großeneder und Nörde herum auf Ossendorf. Die linke Kolonne, geführt von General von Zastrow, gelangte über Lütgeneder, Hohenwepel um Menne herum ebenfalls nach Ossendorf.
| \| Befehlshaber \| Unterbefehlshaber \| Regiment (Name) \| No. \| Kommandeur \| Territorium \| Gattung \| Stärke \| Kommentar \| \| ---------------------------------- \| -------------------------- \| ---------------------------------------- \| -------- \| -------------------------------- \| -------------------------- \| -------------- \| --------------- \| ------------------------------------------------------------------------------------------------------ \| \| Karl von Braunschweig-Wolfenbüttel \| Friedrich von Spörcken \| Grenadierbataillon Doulhatt \| \| Doulhatt \| Großbritannien \| Infanterie \| 1 Bat. \| Erbprinz Karl: Rechte Kolonne – britische Grenadierkompanien No. 5, 8, 11, 24, 33, 50 \| \| Karl von Braunschweig-Wolfenbüttel \| Friedrich von Spörcken \| Grenadierbataillon Maxwell \| \| Maxwell \| Großbritannien \| Infanterie \| 1 Bat. \| Erbprinz Karl: Rechte Kolonne – britische Grenadierkompanien No. 12, 20, 23, 25, 37, 59 \| \| Karl von Braunschweig-Wolfenbüttel \| Friedrich von Spörcken \| Grenadierbataillon Genso \| \| Genso \| Kurhannover \| Infanterie \| 1 Bat. \| Erbprinz Karl: Rechte Kolonne – kurhannoversche Grenadierkompanien No. 5-A, 8-A & 8-B \| \| Karl von Braunschweig-Wolfenbüttel \| Friedrich von Spörcken \| Grenadierbataillon Bock \| \| Bock \| Kurhannover \| Infanterie \| 1 Bat. \| Erbprinz Karl: Rechte Kolonne – kurhannoversche Grenadierkompanien No. 4-A, 10-A & 10-B \| \| Karl von Braunschweig-Wolfenbüttel \| Friedrich von Spörcken \| Infanterieregiment Scheither \| No. 1-A \| Scheither \| Kurhannover \| Infanterie \| 1 Bat. \| Erbprinz Karl: Rechte Kolonne \| \| Karl von Braunschweig-Wolfenbüttel \| Friedrich von Spörcken \| Infanterieregiment Estorff \| No. 12-A \| Estorff \| Kurhannover \| Infanterie \| 1 Bat. \| Erbprinz Karl: Rechte Kolonne \| \| Karl von Braunschweig-Wolfenbüttel \| Friedrich von Spörcken \| Infanterieregiment Post \| No. 10-A \| Post \| Kurhannover \| Infanterie \| 1 Bat. \| Erbprinz Karl: Rechte Kolonne \| \| Karl von Braunschweig-Wolfenbüttel \| Friedrich von Spörcken \| Keith’s Highlanders \| No. 87 \| Keith \| Großbritannien \| Infanterie \| 1 Bat. \| Erbprinz Karl: Rechte Kolonne \| \| Karl von Braunschweig-Wolfenbüttel \| Friedrich von Spörcken \| Campbell’s Highlanders \| No. 88 \| Campbell \| Großbritannien \| Infanterie \| 1 Bat. \| Erbprinz Karl: Rechte Kolonne \| \| Karl von Braunschweig-Wolfenbüttel \| Friedrich von Spörcken \| Infanterieregiment Monroy \| No. 10-B \| Monroy \| Kurhannover \| Infanterie \| 1 Bat. \| Erbprinz Karl: Rechte Kolonne \| \| Karl von Braunschweig-Wolfenbüttel \| Friedrich von Spörcken \| Infanterieregiment Block \| No. 8-A \| Block \| Kurhannover \| Infanterie \| 1 Bat. \| Erbprinz Karl: Rechte Kolonne \| \| Karl von Braunschweig-Wolfenbüttel \| Friedrich von Spörcken \| Dragonerregiment Breidenbach \| D I \| Breidenbach \| Kurhannover \| Kavallerie \| 4 Esk. \| Erbprinz Karl: Rechte Kolonne \| \| Karl von Braunschweig-Wolfenbüttel \| Friedrich von Spörcken \| 1st (Royal) Dragoons \| D I \| Conway \| Großbritannien \| Kavallerie \| 2 Esk. \| Erbprinz Karl: Rechte Kolonne \| \| Karl von Braunschweig-Wolfenbüttel \| Friedrich von Spörcken \| Kürassierregiment Einsiedel \| K 3 \| Einsiedel \| Hessen-Kassel \| Kavallerie \| 2 Esk. \| Erbprinz Karl: Rechte Kolonne \| \| Karl von Braunschweig-Wolfenbüttel \| Friedrich von Spörcken \| 7th Dragoons \| D VII \| Cope \| Großbritannien \| Kavallerie \| 2 Esk. \| Erbprinz Karl: Rechte Kolonne \| \| Karl von Braunschweig-Wolfenbüttel \| Friedrich von Spörcken \| Kürassierregiment Prüschenck \| K 4 \| Prüschenck \| Hessen-Kassel \| Kavallerie \| 2 Esk. \| Erbprinz Karl: Rechte Kolonne \| \| Karl von Braunschweig-Wolfenbüttel \| Friedrich von Spörcken \| Artillerie \| \| \| Hessen-Kassel \| Artillerie \| \| Erbprinz Karl: Rechte Kolonne \| \| Karl von Braunschweig-Wolfenbüttel \| Christian von Zastrow \| Regiment Garde \| No. 1 \| \| Hessen-Kassel \| Infanterie \| 2 Bat. \| Erbprinz Karl: Linke Kolonne \| \| Karl von Braunschweig-Wolfenbüttel \| Christian von Zastrow \| Grenadierbataillon Wittorf \| \| Wittorf \| Braunschweig-Wolfenbüttel \| Infanterie \| 1 Bat. \| Erbprinz Karl: Linke Kolonne – braunschweig-wolfenbüttelsche Grenadierkompanien Rgt. Zastrow/Landmiliz \| \| Karl von Braunschweig-Wolfenbüttel \| Christian von Zastrow \| Grenadierbataillon Redecken \| \| Redecken \| Braunschweig-Wolfenbüttel \| Infanterie \| 1 Bat. \| Erbprinz Karl: Linke Kolonne – braunschweig-wolfenbüttelsche Grenadierkompanien Rgt. Behr/Rgt. Zastrow \| \| Karl von Braunschweig-Wolfenbüttel \| Christian von Zastrow \| Grenadierbataillon Stammer \| \| Stammer \| Braunschweig-Wolfenbüttel \| Infanterie \| 1 Bat. \| Erbprinz Karl: Linke Kolonne – braunschweig-wolfenbüttelsche Grenadierkompanien Leib-Rgt./Rgt. Imhoff \| \| Karl von Braunschweig-Wolfenbüttel \| Christian von Zastrow \| Garnisongrenadierbataillon \| No. I \| \| Braunschweig-Wolfenbüttel \| Infanterie \| 1 Bat. \| Erbprinz Karl: Linke Kolonne \| \| Karl von Braunschweig-Wolfenbüttel \| Christian von Zastrow \| Infanterieregiment No. 2 \| No. 2 \| Toll \| Hessen-Kassel \| Infanterie \| 2 Bat. \| Erbprinz Karl: Linke Kolonne \| \| Karl von Braunschweig-Wolfenbüttel \| Christian von Zastrow \| Stehendes Grenadierbataillon Pappenheim \| \| Pappenheim \| Hessen-Kassel \| Infanterie \| 1 Bat. \| Erbprinz Karl: Linke Kolonne – hessen-kasselsche Grenadierkompanien von No. 6 & No. 12 \| \| Karl von Braunschweig-Wolfenbüttel \| Christian von Zastrow \| Stehendes Grenadierbataillon Mirbach \| \| Mirbach \| Hessen-Kassel \| Infanterie \| 1 Bat. \| Erbprinz Karl: Linke Kolonne – hessen-kasselsche Grenadierkompanien von No. 3 & No. 9 \| \| Karl von Braunschweig-Wolfenbüttel \| Christian von Zastrow \| Stehendes Grenadierbataillon Rüchersfeld \| \| Pappenheim \| Hessen-Kassel \| Infanterie \| 1 Bat. \| Erbprinz Karl: Linke Kolonne – hessen-kasselsche Grenadierkompanien von No. 10 & No. 8 \| \| Karl von Braunschweig-Wolfenbüttel \| Christian von Zastrow \| Reuter-Regiment Bremer \| R 2-A \| Bremer \| Kurhannover \| Kavallerie \| 2 Esk. \| Erbprinz Karl: Linke Kolonne \| \| Karl von Braunschweig-Wolfenbüttel \| Christian von Zastrow \| Dragoner-Regiment Bock \| D IV \| Bock \| Kurhannover \| Kavallerie \| 4 Esk. \| Erbprinz Karl: Linke Kolonne \| \| Karl von Braunschweig-Wolfenbüttel \| Christian von Zastrow \| Dragoner-Regiment Reden \| D II \| Reden \| Kurhannover \| Kavallerie \| 4 Esk. \| Erbprinz Karl: Linke Kolonne \| \| Karl von Braunschweig-Wolfenbüttel \| Christian von Zastrow \| Artillerie \| \| \| \| Artillerie \| \| Erbprinz Karl: Linke Kolonne \| \| Karl von Braunschweig-Wolfenbüttel \| August Christian von Bülow \| Légion Britannique \| \| August Christian von Bülow \| Kurhannover \| Leichte Truppe \| 5 Esk. / 5 Bat. \| Bülow: Detachiert \| \| Karl von Braunschweig-Wolfenbüttel \| August Christian von Bülow \| Karabinierkorps \| \| Baum \| Schaumburg-Lippe-Bückeburg \| Leichte Truppe \| \| Bülow: Detachiert \| \| John Manners, Marquess of Granby \| \| 1st (The King’s) Dragoon Guards \| DG I \| Bland \| Großbritannien \| Kavallerie \| 3 Esk. \| Marquess of Granby: Frontlinie \| \| John Manners, Marquess of Granby \| \| 3rd Dragoon Guards \| DG III \| Howard \| Großbritannien \| Kavallerie \| 2 Esk. \| Marquess of Granby: Frontlinie \| \| John Manners, Marquess of Granby \| \| 2nd (The Queen’s) Dragoon Guards \| DG II \| Grey \| Großbritannien \| Kavallerie \| 2 Esk. \| Marquess of Granby: Frontlinie \| \| John Manners, Marquess of Granby \| \| Royal Regiment of Horse Guards \| \| John Manners, Marquess of Granby \| Großbritannien \| Kavallerie \| 2 Esk. \| Marquess of Granby: Frontlinie \| \| John Manners, Marquess of Granby \| \| Karabinerregiment \| \| \| Braunschweig-Wolfenbüttel \| Kavallerie \| 2 Esk. \| Marquess of Granby: Frontlinie \| \| John Manners, Marquess of Granby \| \| 2nd (Royal North British) Dragoons \| D II \| Campbell \| Großbritannien \| Kavallerie \| 2 Esk. \| Marquess of Granby: 2. Linie \| \| John Manners, Marquess of Granby \| \| 10th Dragoons \| D X \| Mordaunt \| Großbritannien \| Kavallerie \| 2 Esk. \| Marquess of Granby: 2. Linie \| \| John Manners, Marquess of Granby \| \| 6th (Inniskilling) Dragoons \| D VI \| Cholmondely \| Großbritannien \| Kavallerie \| 2 Esk. \| Marquess of Granby: 2. Linie \| \| John Manners, Marquess of Granby \| \| 11th Dragoons \| D XI \| Ancram \| Großbritannien \| Kavallerie \| 2 Esk. \| Marquess of Granby: 2. Linie \| \| John Manners, Marquess of Granby \| \| Artillerie \| \| \| Schaumburg-Lippe-Bückeburg \| Artillerie \| \| Marquess of Granby \| |                            |                                          |          |                                  |                            |                |                 | |
| Befehlshaber | Unterbefehlshaber          | Regiment (Name)                          | No.      | Kommandeur                       | Territorium                | Gattung        | Stärke          | Kommentar                                                                                              |
| Karl von Braunschweig-Wolfenbüttel | Friedrich von Spörcken     | Grenadierbataillon Doulhatt              |          | Doulhatt                         | Großbritannien             | Infanterie     | 1 Bat.          | Erbprinz Karl: Rechte Kolonne – britische Grenadierkompanien No. 5, 8, 11, 24, 33, 50                  |
| Karl von Braunschweig-Wolfenbüttel | Friedrich von Spörcken     | Grenadierbataillon Maxwell               |          | Maxwell                          | Großbritannien             | Infanterie     | 1 Bat.          | Erbprinz Karl: Rechte Kolonne – britische Grenadierkompanien No. 12, 20, 23, 25, 37, 59                |
| Karl von Braunschweig-Wolfenbüttel | Friedrich von Spörcken     | Grenadierbataillon Genso                 |          | Genso                            | Kurhannover                | Infanterie     | 1 Bat.          | Erbprinz Karl: Rechte Kolonne – kurhannoversche Grenadierkompanien No. 5-A, 8-A & 8-B                  |
| Karl von Braunschweig-Wolfenbüttel | Friedrich von Spörcken     | Grenadierbataillon Bock                  |          | Bock                             | Kurhannover                | Infanterie     | 1 Bat.          | Erbprinz Karl: Rechte Kolonne – kurhannoversche Grenadierkompanien No. 4-A, 10-A & 10-B                |
| Karl von Braunschweig-Wolfenbüttel | Friedrich von Spörcken     | Infanterieregiment Scheither             | No. 1-A  | Scheither                        | Kurhannover                | Infanterie     | 1 Bat.          | Erbprinz Karl: Rechte Kolonne                                                                          |
| Karl von Braunschweig-Wolfenbüttel | Friedrich von Spörcken     | Infanterieregiment Estorff               | No. 12-A | Estorff                          | Kurhannover                | Infanterie     | 1 Bat.          | Erbprinz Karl: Rechte Kolonne                                                                          |
| Karl von Braunschweig-Wolfenbüttel | Friedrich von Spörcken     | Infanterieregiment Post                  | No. 10-A | Post                             | Kurhannover                | Infanterie     | 1 Bat.          | Erbprinz Karl: Rechte Kolonne                                                                          |
| Karl von Braunschweig-Wolfenbüttel | Friedrich von Spörcken     | Keith’s Highlanders                      | No. 87   | Keith                            | Großbritannien             | Infanterie     | 1 Bat.          | Erbprinz Karl: Rechte Kolonne                                                                          |
| Karl von Braunschweig-Wolfenbüttel | Friedrich von Spörcken     | Campbell’s Highlanders                   | No. 88   | Campbell                         | Großbritannien             | Infanterie     | 1 Bat.          | Erbprinz Karl: Rechte Kolonne                                                                          |
| Karl von Braunschweig-Wolfenbüttel | Friedrich von Spörcken     | Infanterieregiment Monroy                | No. 10-B | Monroy                           | Kurhannover                | Infanterie     | 1 Bat.          | Erbprinz Karl: Rechte Kolonne                                                                          |
| Karl von Braunschweig-Wolfenbüttel | Friedrich von Spörcken     | Infanterieregiment Block                 | No. 8-A  | Block                            | Kurhannover                | Infanterie     | 1 Bat.          | Erbprinz Karl: Rechte Kolonne                                                                          |
| Karl von Braunschweig-Wolfenbüttel | Friedrich von Spörcken     | Dragonerregiment Breidenbach             | D I      | Breidenbach                      | Kurhannover                | Kavallerie     | 4 Esk.          | Erbprinz Karl: Rechte Kolonne                                                                          |
| Karl von Braunschweig-Wolfenbüttel | Friedrich von Spörcken     | 1st (Royal) Dragoons                     | D I      | Conway                           | Großbritannien             | Kavallerie     | 2 Esk.          | Erbprinz Karl: Rechte Kolonne                                                                          |
| Karl von Braunschweig-Wolfenbüttel | Friedrich von Spörcken     | Kürassierregiment Einsiedel              | K 3      | Einsiedel                        | Hessen-Kassel              | Kavallerie     | 2 Esk.          | Erbprinz Karl: Rechte Kolonne                                                                          |
| Karl von Braunschweig-Wolfenbüttel | Friedrich von Spörcken     | 7th Dragoons                             | D VII    | Cope                             | Großbritannien             | Kavallerie     | 2 Esk.          | Erbprinz Karl: Rechte Kolonne                                                                          |
| Karl von Braunschweig-Wolfenbüttel | Friedrich von Spörcken     | Kürassierregiment Prüschenck             | K 4      | Prüschenck                       | Hessen-Kassel              | Kavallerie     | 2 Esk.          | Erbprinz Karl: Rechte Kolonne                                                                          |
| Karl von Braunschweig-Wolfenbüttel | Friedrich von Spörcken     | Artillerie                               |          |                                  | Hessen-Kassel              | Artillerie     |                 | Erbprinz Karl: Rechte Kolonne                                                                          |
| Karl von Braunschweig-Wolfenbüttel | Christian von Zastrow      | Regiment Garde                           | No. 1    |                                  | Hessen-Kassel              | Infanterie     | 2 Bat.          | Erbprinz Karl: Linke Kolonne                                                                           |
| Karl von Braunschweig-Wolfenbüttel | Christian von Zastrow      | Grenadierbataillon Wittorf               |          | Wittorf                          | Braunschweig-Wolfenbüttel  | Infanterie     | 1 Bat.          | Erbprinz Karl: Linke Kolonne – braunschweig-wolfenbüttelsche Grenadierkompanien Rgt. Zastrow/Landmiliz |
| Karl von Braunschweig-Wolfenbüttel | Christian von Zastrow      | Grenadierbataillon Redecken              |          | Redecken                         | Braunschweig-Wolfenbüttel  | Infanterie     | 1 Bat.          | Erbprinz Karl: Linke Kolonne – braunschweig-wolfenbüttelsche Grenadierkompanien Rgt. Behr/Rgt. Zastrow |
| Karl von Braunschweig-Wolfenbüttel | Christian von Zastrow      | Grenadierbataillon Stammer               |          | Stammer                          | Braunschweig-Wolfenbüttel  | Infanterie     | 1 Bat.          | Erbprinz Karl: Linke Kolonne – braunschweig-wolfenbüttelsche Grenadierkompanien Leib-Rgt./Rgt. Imhoff  |
| Karl von Braunschweig-Wolfenbüttel | Christian von Zastrow      | Garnisongrenadierbataillon               | No. I    |                                  | Braunschweig-Wolfenbüttel  | Infanterie     | 1 Bat.          | Erbprinz Karl: Linke Kolonne                                                                           |
| Karl von Braunschweig-Wolfenbüttel | Christian von Zastrow      | Infanterieregiment No. 2                 | No. 2    | Toll                             | Hessen-Kassel              | Infanterie     | 2 Bat.          | Erbprinz Karl: Linke Kolonne                                                                           |
| Karl von Braunschweig-Wolfenbüttel | Christian von Zastrow      | Stehendes Grenadierbataillon Pappenheim  |          | Pappenheim                       | Hessen-Kassel              | Infanterie     | 1 Bat.          | Erbprinz Karl: Linke Kolonne – hessen-kasselsche Grenadierkompanien von No. 6 & No. 12                 |
| Karl von Braunschweig-Wolfenbüttel | Christian von Zastrow      | Stehendes Grenadierbataillon Mirbach     |          | Mirbach                          | Hessen-Kassel              | Infanterie     | 1 Bat.          | Erbprinz Karl: Linke Kolonne – hessen-kasselsche Grenadierkompanien von No. 3 & No. 9                  |
| Karl von Braunschweig-Wolfenbüttel | Christian von Zastrow      | Stehendes Grenadierbataillon Rüchersfeld |          | Pappenheim                       | Hessen-Kassel              | Infanterie     | 1 Bat.          | Erbprinz Karl: Linke Kolonne – hessen-kasselsche Grenadierkompanien von No. 10 & No. 8                 |
| Karl von Braunschweig-Wolfenbüttel | Christian von Zastrow      | Reuter-Regiment Bremer                   | R 2-A    | Bremer                           | Kurhannover                | Kavallerie     | 2 Esk.          | Erbprinz Karl: Linke Kolonne                                                                           |
| Karl von Braunschweig-Wolfenbüttel | Christian von Zastrow      | Dragoner-Regiment Bock                   | D IV     | Bock                             | Kurhannover                | Kavallerie     | 4 Esk.          | Erbprinz Karl: Linke Kolonne                                                                           |
| Karl von Braunschweig-Wolfenbüttel | Christian von Zastrow      | Dragoner-Regiment Reden                  | D II     | Reden                            | Kurhannover                | Kavallerie     | 4 Esk.          | Erbprinz Karl: Linke Kolonne                                                                           |
| Karl von Braunschweig-Wolfenbüttel | Christian von Zastrow      | Artillerie                               |          |                                  |                            | Artillerie     |                 | Erbprinz Karl: Linke Kolonne                                                                           |
| Karl von Braunschweig-Wolfenbüttel | August Christian von Bülow | Légion Britannique                       |          | August Christian von Bülow       | Kurhannover                | Leichte Truppe | 5 Esk. / 5 Bat. | Bülow: Detachiert                                                                                      |
| Karl von Braunschweig-Wolfenbüttel | August Christian von Bülow | Karabinierkorps                          |          | Baum                             | Schaumburg-Lippe-Bückeburg | Leichte Truppe |                 | Bülow: Detachiert                                                                                      |
| John Manners, Marquess of Granby |                            | 1st (The King’s) Dragoon Guards          | DG I     | Bland                            | Großbritannien             | Kavallerie     | 3 Esk.          | Marquess of Granby: Frontlinie                                                                         |
| John Manners, Marquess of Granby |                            | 3rd Dragoon Guards                       | DG III   | Howard                           | Großbritannien             | Kavallerie     | 2 Esk.          | Marquess of Granby: Frontlinie                                                                         |
| John Manners, Marquess of Granby |                            | 2nd (The Queen’s) Dragoon Guards         | DG II    | Grey                             | Großbritannien             | Kavallerie     | 2 Esk.          | Marquess of Granby: Frontlinie                                                                         |
| John Manners, Marquess of Granby |                            | Royal Regiment of Horse Guards           |          | John Manners, Marquess of Granby | Großbritannien             | Kavallerie     | 2 Esk.          | Marquess of Granby: Frontlinie                                                                         |
| John Manners, Marquess of Granby |                            | Karabinerregiment                        |          |                                  | Braunschweig-Wolfenbüttel  | Kavallerie     | 2 Esk.          | Marquess of Granby: Frontlinie                                                                         |
| John Manners, Marquess of Granby |                            | 2nd (Royal North British) Dragoons       | D II     | Campbell                         | Großbritannien             | Kavallerie     | 2 Esk.          | Marquess of Granby: 2. Linie                                                                           |
| John Manners, Marquess of Granby |                            | 10th Dragoons                            | D X      | Mordaunt                         | Großbritannien             | Kavallerie     | 2 Esk.          | Marquess of Granby: 2. Linie                                                                           |
| John Manners, Marquess of Granby |                            | 6th (Inniskilling) Dragoons              | D VI     | Cholmondely                      | Großbritannien             | Kavallerie     | 2 Esk.          | Marquess of Granby: 2. Linie                                                                           |
| John Manners, Marquess of Granby |                            | 11th Dragoons                            | D XI     | Ancram                           | Großbritannien             | Kavallerie     | 2 Esk.          | Marquess of Granby: 2. Linie                                                                           |
| John Manners, Marquess of Granby |                            | Artillerie                               |          |                                  | Schaumburg-Lippe-Bückeburg | Artillerie     |                 | Marquess of Granby                                                                                     |

### Französische Reaktion

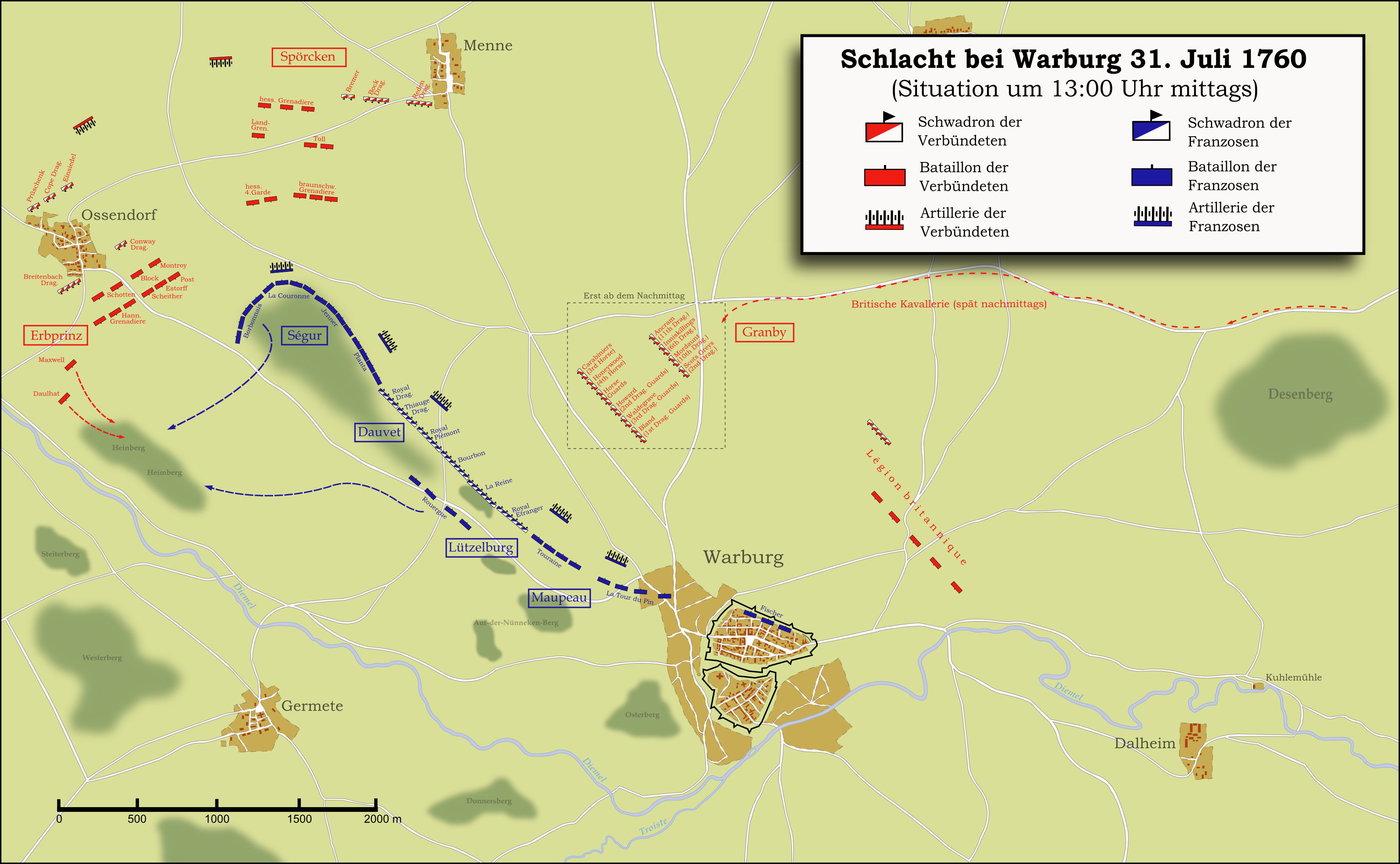
Übersicht über das Schlachtfeld und den Aufmarsch ab etwa 13 Uhr.

Lieutenant-Général de Muy wusste, dass die alliierte Armee in der Nähe war, konnte aber aufgrund des Morgennebels das Gelände nicht einsehen. Er entsandte deshalb Maréchal de camp de Castries mit einigen Grenadier- und Jägerkompanien, zwei Regimentern Dragonern und den „Chasseurs de Fischer“ gegen den Desenberg, um mehr Klarheit zu gewinnen. Dieser stieß dort auf die Légion Britannique unter Major August Christian von Bülow, die sich allerdings schnell nach Rösebeck absetzte. Als es gegen 9:30 Uhr aufklarte, erkannte de Castries und der herbeigeeilte de Muy schließlich die anrückenden feindlichen Kolonnen. De Muy gab Befehl, eine Nachhut am Desenberg zurückzulassen und mit dem Chasseurs de Fischer Warburg zu besetzen. Seinen Truppen schließlich befahl er, sich in Schlachtordnung zu formieren. Da ein Angriff von Osten her erwartet wurde, war die Aufstellung dorthin ausgerichtet. Vier Infanterie-Brigaden und zwei Batterien Artillerie nahmen unter Maréchal de camp de Ségur auf den Höhen westlich von Warburg ihre Positionen ein. Der linke Flügel war vor Ossendorf hakenförmig zurückgebogen. Rechts daneben schlossen zwei Infanterie-Brigaden unter Maréchal de camp de Maupeou an. Die Kavallerie unter den Generalen Lützelburg und Dauvet stand im Zentrum, wo sie ein günstigeres Angriffsgelände vor sich hatte. Hinter der Kavallerie hielt de Muy die Brigade Rouergue in Reserve. Die Bagage wurde vorsichtshalber auf das südliche Ufer der Diemel gebracht.
| \| Befehlshaber \| Unterbefehlshaber \| Regiment (Name) \| No. \| Kommandeur \| Territorium \| Gattung \| Stärke \| Kommentar \| \| ----------------------------------------------------------- \| ----------------- \| ---------------------------------------- \| ------- \| ------------------------ \| ---------------------- \| -------------- \| ------ \| ------------ \| \| Louis Charles Alexandre, marquis de Maupeou \| \| Régiment de La Tour du Pin \| No. 7 \| \| Frankreich \| Infanterie \| 4 Bat. \| Erste Linie \| \| Louis Charles Alexandre, marquis de Maupeou \| \| Régiment Royal-Auvergne, \| No. 18 \| \| Frankreich \| Infanterie \| 2 Bat. \| Erste Linie \| \| Louis Charles Alexandre, marquis de Maupeou \| \| Régiment d’Enghien \| No. 100 \| \| Frankreich \| Infanterie \| 2 Bat. \| Erste Linie \| \| Philippe-Henri de Ségur \| \| Régiment de Jenner \| No. 63 \| \| Frankreich (Schweizer) \| Infanterie \| 2 Bat. \| Erste Linie \| \| Philippe-Henri de Ségur \| \| Régiment de Courten \| No. 91 \| \| Frankreich (Schweizer) \| Infanterie \| 2 Bat. \| Erste Linie \| \| Philippe-Henri de Ségur \| \| Régiment de Lochmann \| No. 113 \| \| Frankreich (Schweizer) \| Infanterie \| 2 Bat. \| Erste Linie \| \| Philippe-Henri de Ségur \| \| Régiment de Reding \| No. 51 \| \| Frankreich (Schweizer) \| Infanterie \| 2 Bat. \| Erste Linie \| \| Philippe-Henri de Ségur \| \| Régiment de La Couronne \| No. 28 \| \| Frankreich \| Infanterie \| 2 Bat. \| Erste Linie \| \| Philippe-Henri de Ségur \| \| Régiment d’Aumont-Mazarin \| No. 54 \| \| Frankreich \| Infanterie \| 2 Bat. \| Erste Linie \| \| Lützelburg \| \| Régiment de Royal Etranger cavalerie \| K 6 \| C. de Chabot \| Frankreich \| Kavallerie \| 2 Esk. \| Erste Linie \| \| Lützelburg \| \| Régiment de St. Aldegonde cavalerie \| \| \| Frankreich \| Kavallerie \| 2 Esk. \| Erste Linie \| \| Lützelburg \| \| Régiment d’Archiac cavalerie \| \| \| Frankreich \| Kavallerie \| 2 Esk. \| Erste Linie \| \| Lützelburg \| \| Régiment de La Reine cavalerie \| \| \| Frankreich \| Kavallerie \| 2 Esk. \| Erste Linie \| \| Lützelburg \| \| Régiment de Crussol cavalerie \| \| \| Frankreich \| Kavallerie \| 2 Esk. \| Erste Linie \| \| Lützelburg \| \| Régiment de Balincourt cavalerie \| \| \| Frankreich \| Kavallerie \| 2 Esk. \| Erste Linie \| \| Louis Nicolas Dauvet[16] \| \| Régiment de Bourbon dragons \| \| \| Frankreich \| Kavallerie \| 2 Esk. \| Erste Linie \| \| Louis Nicolas Dauvet \| \| Régiment de Montcalm cavalerie \| \| \| Frankreich \| Kavallerie \| 2 Esk. \| Erste Linie \| \| Louis Nicolas Dauvet \| \| Régiment de Beauvilliers cavalerie \| \| \| Frankreich \| Kavallerie \| 2 Esk. \| Erste Linie \| \| Louis Nicolas Dauvet \| \| Régiment Royal-Piémont cavalerie \| \| \| Frankreich \| Kavallerie \| 2 Esk. \| Erste Linie \| \| Louis Nicolas Dauvet \| \| Régiment d’Escars cavalerie \| \| \| Frankreich \| Kavallerie \| 2 Esk. \| Erste Linie \| \| Louis Nicolas Dauvet \| \| Régiment d’Espinchal cavalerie \| \| \| Frankreich \| Kavallerie \| 2 Esk. \| Erste Linie \| \| Louis Antoine Sophie de Vignerot du Plessis, duc de Fronsac \| \| Régiment de Thianges dragons \| D XIV \| V. de Thianges \| Frankreich \| Kavallerie \| 2 Esk. \| Erste Linie \| \| Louis Antoine Sophie de Vignerot du Plessis, duc de Fronsac \| \| Régiment de Royal dragons \| D III \| C. de la Blache \| Frankreich \| Kavallerie \| 2 Esk. \| Erste Linie \| \| Charles Eugène Gabriel de La Croix de Castries \| \| Chasseurs de Fischer \| \| Johann Christian Fischer \| Frankreich \| Leichte Truppe \| 4 Esk. \| Detachiert \| \| Philippe-Henri de Ségur \| \| Régiment d’infanteriede de Rouergue \| No. 42 \| \| Frankreich \| Infanterie \| 2 Bat. \| Zweite Linie \| \| Philippe-Henri de Ségur \| \| Régiment d’infanterie de Rohan-Rochefort \| No. 64 \| \| Frankreich \| Infanterie \| 2 Bat. \| Zweite Linie \| \| \| \| Corps royal de l'artillerie \| No. 47 \| \| Frankreich \| Artillerie \| 2 Bat. \| Detachiert \| |                   |                                          |         |                          |                        |                |        |              |
| Befehlshaber | Unterbefehlshaber | Regiment (Name)                          | No.     | Kommandeur               | Territorium            | Gattung        | Stärke | Kommentar    |
| Louis Charles Alexandre, marquis de Maupeou |                   | Régiment de La Tour du Pin               | No. 7   |                          | Frankreich             | Infanterie     | 4 Bat. | Erste Linie  |
| Louis Charles Alexandre, marquis de Maupeou |                   | Régiment Royal-Auvergne,                 | No. 18  |                          | Frankreich             | Infanterie     | 2 Bat. | Erste Linie  |
| Louis Charles Alexandre, marquis de Maupeou |                   | Régiment d’Enghien                       | No. 100 |                          | Frankreich             | Infanterie     | 2 Bat. | Erste Linie  |
| Philippe-Henri de Ségur |                   | Régiment de Jenner                       | No. 63  |                          | Frankreich (Schweizer) | Infanterie     | 2 Bat. | Erste Linie  |
| Philippe-Henri de Ségur |                   | Régiment de Courten                      | No. 91  |                          | Frankreich (Schweizer) | Infanterie     | 2 Bat. | Erste Linie  |
| Philippe-Henri de Ségur |                   | Régiment de Lochmann                     | No. 113 |                          | Frankreich (Schweizer) | Infanterie     | 2 Bat. | Erste Linie  |
| Philippe-Henri de Ségur |                   | Régiment de Reding                       | No. 51  |                          | Frankreich (Schweizer) | Infanterie     | 2 Bat. | Erste Linie  |
| Philippe-Henri de Ségur |                   | Régiment de La Couronne                  | No. 28  |                          | Frankreich             | Infanterie     | 2 Bat. | Erste Linie  |
| Philippe-Henri de Ségur |                   | Régiment d’Aumont-Mazarin                | No. 54  |                          | Frankreich             | Infanterie     | 2 Bat. | Erste Linie  |
| Lützelburg |                   | Régiment de Royal Etranger cavalerie     | K 6     | C. de Chabot             | Frankreich             | Kavallerie     | 2 Esk. | Erste Linie  |
| Lützelburg |                   | Régiment de St. Aldegonde cavalerie      |         |                          | Frankreich             | Kavallerie     | 2 Esk. | Erste Linie  |
| Lützelburg |                   | Régiment d’Archiac cavalerie             |         |                          | Frankreich             | Kavallerie     | 2 Esk. | Erste Linie  |
| Lützelburg |                   | Régiment de La Reine cavalerie           |         |                          | Frankreich             | Kavallerie     | 2 Esk. | Erste Linie  |
| Lützelburg |                   | Régiment de Crussol cavalerie            |         |                          | Frankreich             | Kavallerie     | 2 Esk. | Erste Linie  |
| Lützelburg |                   | Régiment de Balincourt cavalerie         |         |                          | Frankreich             | Kavallerie     | 2 Esk. | Erste Linie  |
| Louis Nicolas Dauvet |                   | Régiment de Bourbon dragons              |         |                          | Frankreich             | Kavallerie     | 2 Esk. | Erste Linie  |
| Louis Nicolas Dauvet |                   | Régiment de Montcalm cavalerie           |         |                          | Frankreich             | Kavallerie     | 2 Esk. | Erste Linie  |
| Louis Nicolas Dauvet |                   | Régiment de Beauvilliers cavalerie       |         |                          | Frankreich             | Kavallerie     | 2 Esk. | Erste Linie  |
| Louis Nicolas Dauvet |                   | Régiment Royal-Piémont cavalerie         |         |                          | Frankreich             | Kavallerie     | 2 Esk. | Erste Linie  |
| Louis Nicolas Dauvet |                   | Régiment d’Escars cavalerie              |         |                          | Frankreich             | Kavallerie     | 2 Esk. | Erste Linie  |
| Louis Nicolas Dauvet |                   | Régiment d’Espinchal cavalerie           |         |                          | Frankreich             | Kavallerie     | 2 Esk. | Erste Linie  |
| Louis Antoine Sophie de Vignerot du Plessis, duc de Fronsac |                   | Régiment de Thianges dragons             | D XIV   | V. de Thianges           | Frankreich             | Kavallerie     | 2 Esk. | Erste Linie  |
| Louis Antoine Sophie de Vignerot du Plessis, duc de Fronsac |                   | Régiment de Royal dragons                | D III   | C. de la Blache          | Frankreich             | Kavallerie     | 2 Esk. | Erste Linie  |
| Charles Eugène Gabriel de La Croix de Castries |                   | Chasseurs de Fischer                     |         | Johann Christian Fischer | Frankreich             | Leichte Truppe | 4 Esk. | Detachiert   |
| Philippe-Henri de Ségur |                   | Régiment d’infanteriede de Rouergue      | No. 42  |                          | Frankreich             | Infanterie     | 2 Bat. | Zweite Linie |
| Philippe-Henri de Ségur |                   | Régiment d’infanterie de Rohan-Rochefort | No. 64  |                          | Frankreich             | Infanterie     | 2 Bat. | Zweite Linie |
| |                   | Corps royal de l'artillerie              | No. 47  |                          | Frankreich             | Artillerie     | 2 Bat. | Detachiert   |

### Angriff am westlichen Flügel

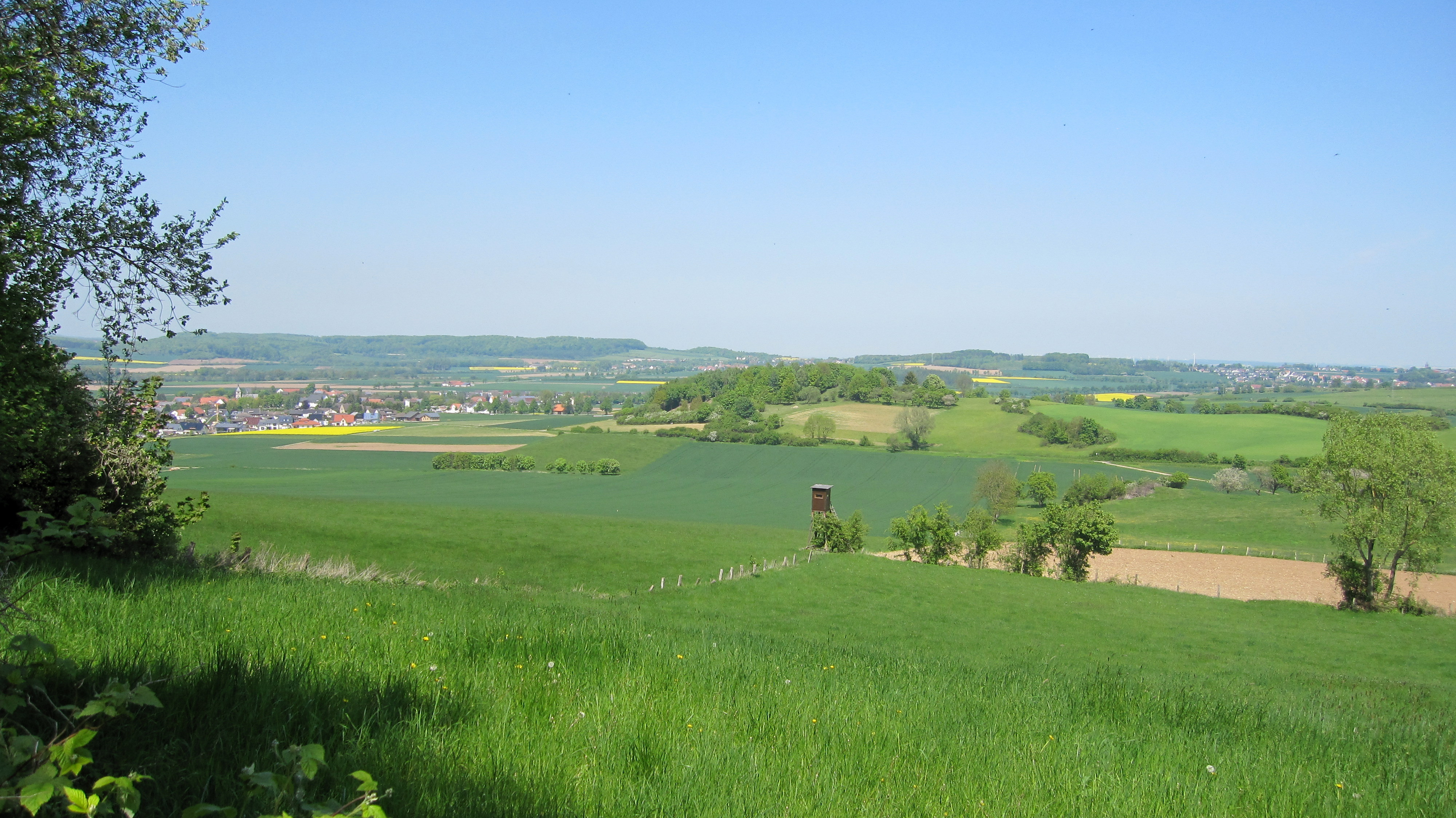
Nordost-Blick vom Heinberg Richtung Ossendorf, Nörde und Menne

Es war bereits nach 12:00 Uhr, als die alliierten Umgehungskolonnen ihr Ziel erreichten. Die rechte Kolonne gelangte über Nörde nach Ossendorf und formierte sich dort mit der Front nach Südosten. Die linke Kolonne formierte sich gleichzeitig zwischen Ossendorf und Menne. Da der Platz begrenzt war, mussten die Kavallerie-Verbände hinter den beiden Treffen der Infanterie aufgestellt werden. Unterdessen begann die schwere alliierte Artillerie unter dem hessischen Oberstleutnant Huth mit der Beschießung der französischen Stellung.

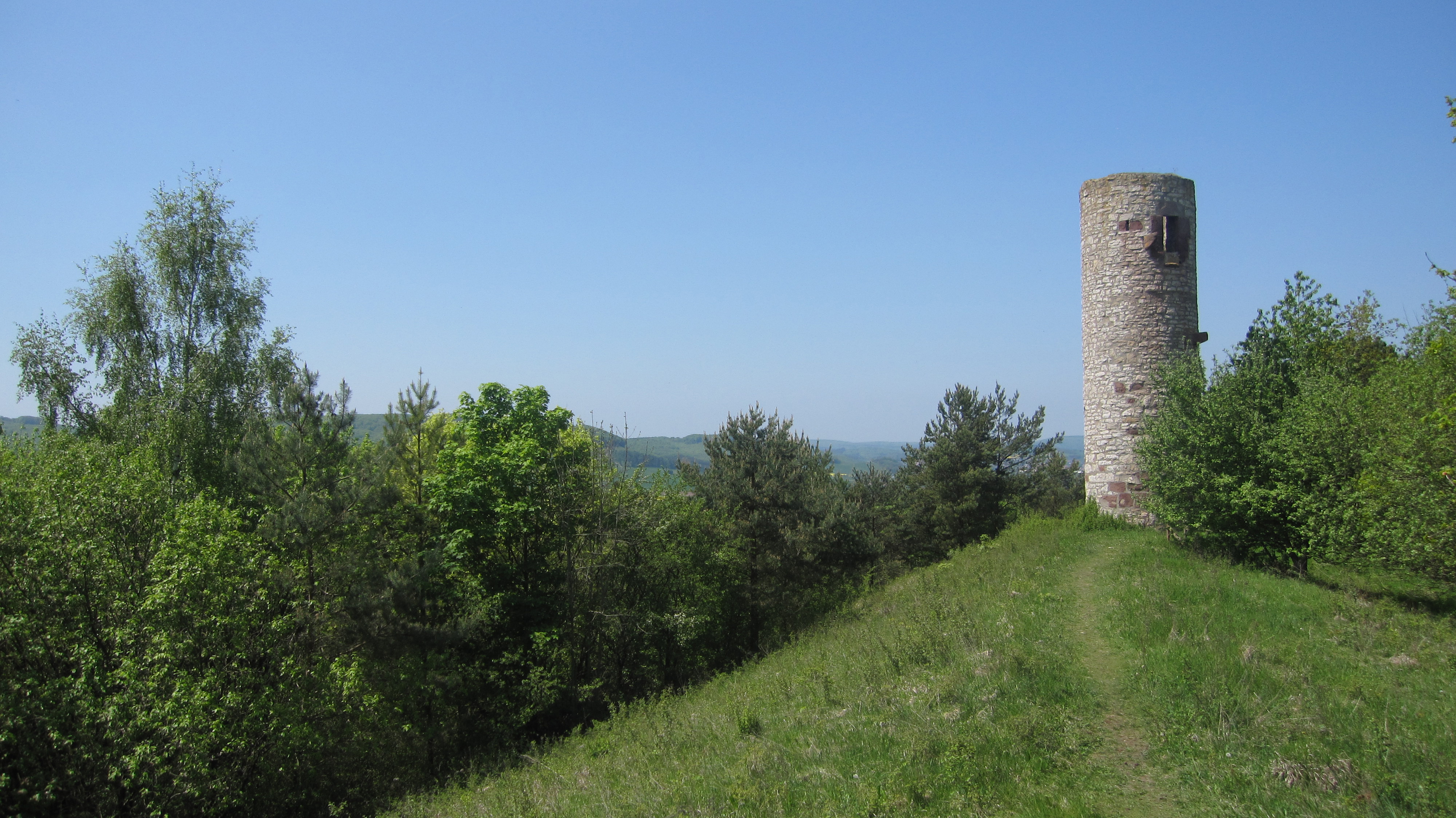
Der Heinturm auf dem Heinberg

An der Spitze der rechten Kolonne marschierten zwei englische Grenadier-Bataillone unter Lieutenant Colonel Beckwith. Diese drängten einige französische Vorposten zurück, welche Lieutenant-général de Muy davon in Kenntnis setzten, dass das Ziel des alliierten Angriffs offenbar der Heinberg mit seinem mittelalterlichen Turm war. De Muy reagierte, indem er zunächst ein Bataillon des Regiment de Bourbonnais auf die Anhöhe beorderte. Um dies zu verhindern, versuchten die Alliierten in Eilmärschen den Franzosen zuvorzukommen. Lieutenant Colonel Beckwith lief persönlich mit zehn Grenadieren voraus, während ihm der Erbprinz mit 30 weiteren Soldaten folgte. Als nun das französische Bataillon sich der Hügelkuppe näherte, wurde es von scharfem Abwehrfeuer empfangen. Da unklar war, mit welcher Anzahl Gegner man es zu tun hatte, ließ der französische Kommandeur den Vormarsch einstellen, um auf die Ankunft des II. Bataillons des Regiments zu warten. Die Minuten, die nun verstrichen, erlaubten dem gesamten englischen Grenadier-Bataillon Daulhat den Heinberg zu besetzen. Danach griff das Regiment de Bourbonnais, dem bald die gesamte Brigade gleichen Namens folgen sollte, erneut an. Die doppelte zahlenmäßige Überlegenheit der Franzosen drängte die Engländer bald zurück, doch die Ankunft des englischen Bataillons Maxwell stellte die Situation wieder her. Als Lieutenant Général de Muy die Gefahr erkannte, befahl er der Brigade Bourbonnais, den Heinberg zu besetzen. Dieser gelang es auch zunächst, das englische Bataillon zurückzuwerfen, De Muy beorderte nun auch die Brigaden Couronne und Rouergue heran.
Inzwischen trafen jedoch weitere alliierte Bataillone der rechten Kolonne ein, die bisher durch die Artillerie bei Ossendorf aufgehalten worden waren. Die Einheiten der linken Kolonne formierten sich hastig und griffen an, ohne den Gesamtaufmarsch abzuwarten. Die Bataillone des hessischen 4. Garde-Regiments wandten sich hier gegen die Höhen östlich von Ossendorf, welche von den schweizerischen Regimentern Jenner und Planta verteidigt wurden. Unter dem Druck der hannoveranischen und hessischen Truppen wich der französische linke Flügel langsam zurück. Ein kurz darauf erfolgender Angriff der englischen Kavallerie-Regimenter Royal Dragoons und 7th Light Dragoons erschütterte die französische Linie schließlich entscheidend.
Lieutenant-général de Muy erkannte, dass seine Stellung unhaltbar geworden war, und befahl, Vorbereitungen für den Rückzug zu treffen. Die beiden Brigaden des rechten Flügels sollten abmarschieren und südlich der Diemel eine Auffangstellung beziehen. Die Kavallerie sollte ihnen folgen.

### Der französische Zusammenbruch

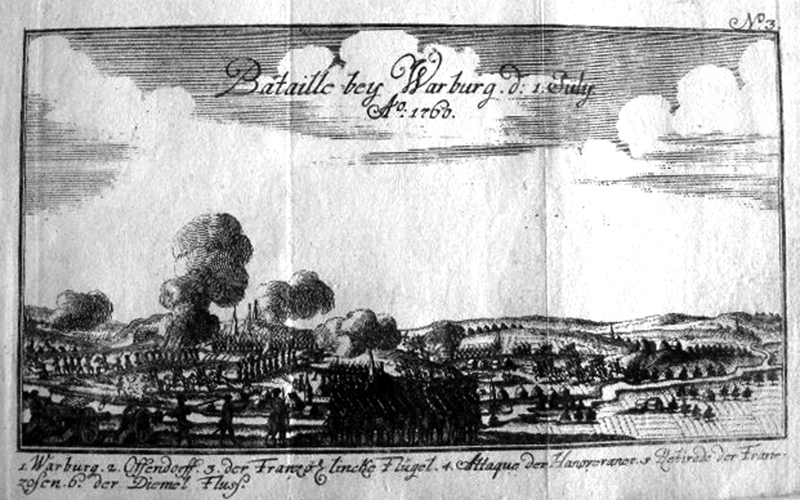
Darstellung der Schlacht in einem zeitgenössischen Druck (1761)

Herzog Ferdinand von Braunschweig hatte inzwischen erkannt, dass die Masse seiner Armee im hohen Korn nicht schnell genug herankommen würde, um noch in die Kämpfe eingreifen zu können. Er erteilte deshalb der Kavallerie unter John Manners, Marquess of Granby, den Befehl, dem Gros vorauszueilen. Letzterer erschien schließlich mit 22 Schwadronen auf dem Schlachtfeld und wurde von zwei leichten Artillerie-Brigaden unterstützt, die von Graf Wilhelm von Schaumburg-Lippe kommandiert wurden. Granby formierte die Reiterei in zwei Treffen und griff die im Abmarsch begriffenen Franzosen sofort an. Da sich die französischen Truppen bereits zurückzogen, konnten sich nur das Régiment Royal-Piémont cavalerie und das Régiment de Bourbon dragons mit je sechs Schwadronen dem Angriff entgegen werfen. Den Reitern gelangt es, die 1st Dragoon Guards des britischen rechten Angriffsflügel zu umfassen und zurückzudrängen, doch diesen kamen die Royal Horse Guards zu Hilfe. Das Regiment Bourbon dragons wurde zurückgeworfen und verlor dabei eine Standarte.

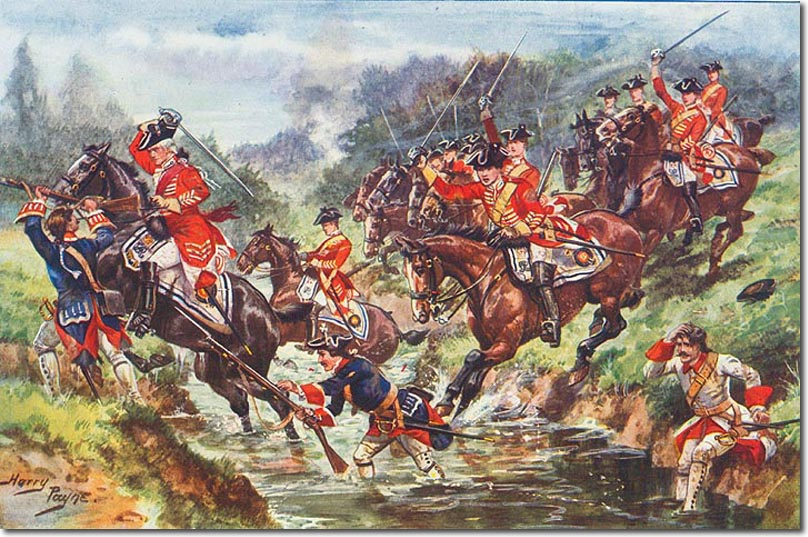
Britischen 7th Dragoons verfolgen französische Infanterie über den Fluss Diemel; Illustration von Harry payne (1914)

„Die Aufopferung der Bourbonischen Kavallerie rettete die zurückweichenden Franzosen vor der vollen Auswirkung des britischen Angriffs, konnte sie aber nicht vor einer erbarmungslosen Verfolgungsjagd bewahren.“
Nachdem aber diese letzten organisierten französischen Einheiten zersprengt waren, stürzte die britische Kavallerie erst den fliehenden feindlichen Reitern nach und griff dann auch die zurückgehende Infanterie an. In dieser Phase erlitten die Franzosen den größten Teil ihrer Verluste. Ein ganzes Bataillon des Regiments Planta wurde eingekreist und zur Kapitulation gezwungen. Auch hunderte Soldaten der Regimenter Bourbonnais und Lochmann wurden gefangen genommen. Das Freikorps Fischer war von der Légion Britannique inzwischen aus Warburg vertrieben worden. Auf offenem Feld wurde es nun ebenfalls von der alliierten Kavallerie eingeholt und vollständig aufgerieben.
General de Muy versuchte unterdessen, südlich der Diemel Reste seiner Truppen zu sammeln, während der größte Teil vom Schlachtfeld floh. Die beiden Infanterie-Brigaden Touraine und De la Tour du Pin hatten rechtzeitig und intakt auf den Höhen dort Stellung bezogen und deckten die Absetzbewegung der geschlagenen Heeresteile. Später zogen auch sie sich zurück. Während dieser Flucht fiel zudem ein Teil der französischen Bagage bei Mengeringhausen in die Hände einer alliierten Streifabteilung. Herzog Ferdinand von Braunschweig setzte 12 britische Bataillone und 10 Schwadronen Kavallerie unter dem Marquess of Granby zur Verfolgung des geschlagenen Gegners an, während der Rest der Truppen auf dem Schlachtfeld oder auf den Höhen südlich der Diemel zur Ruhe überging.

## Folgen

### Warburg in den Tagen der Schlacht

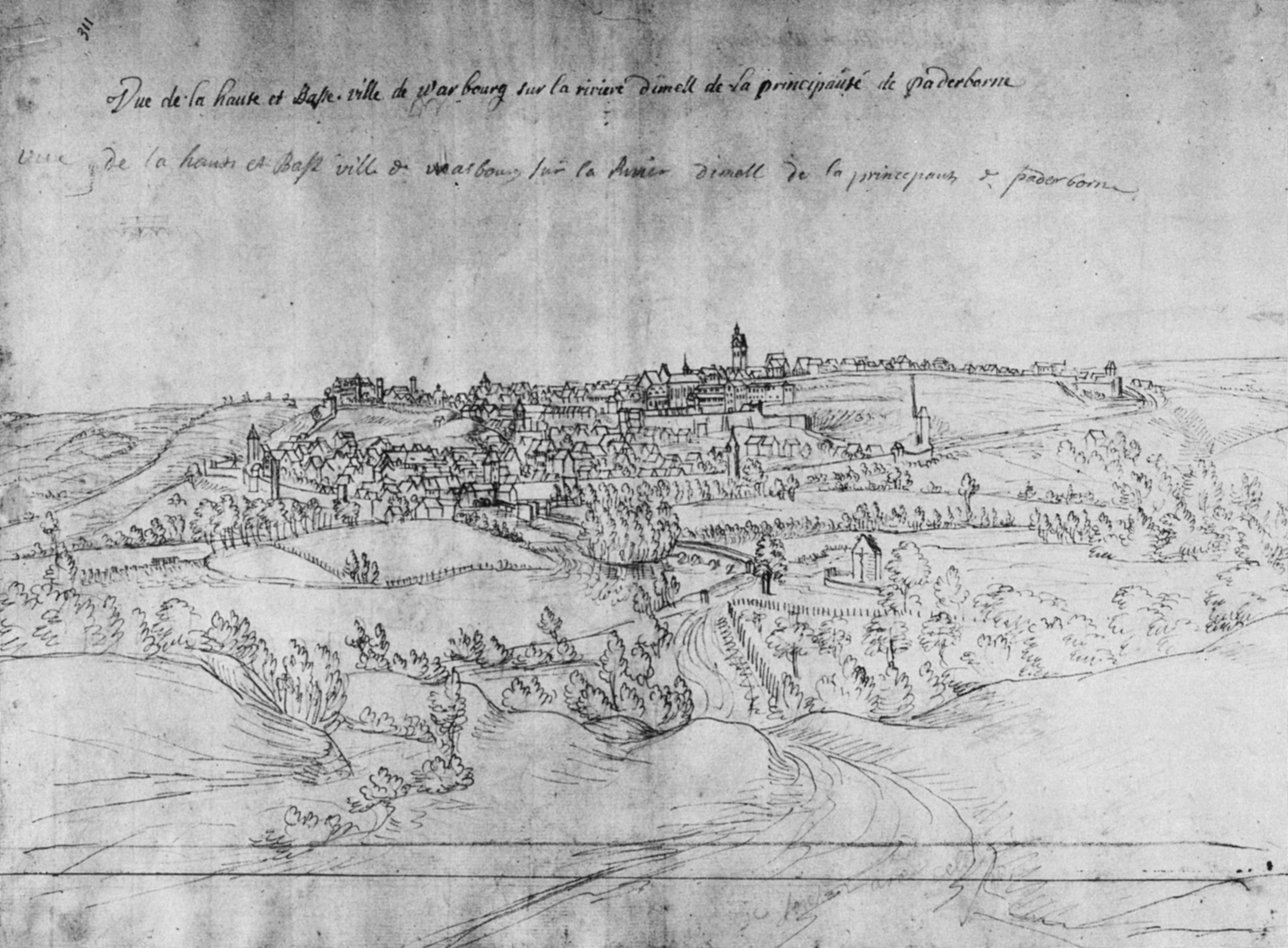
Zeichnung der Stadt Warburg. Skizze von Renier Roidkin (um 1730).

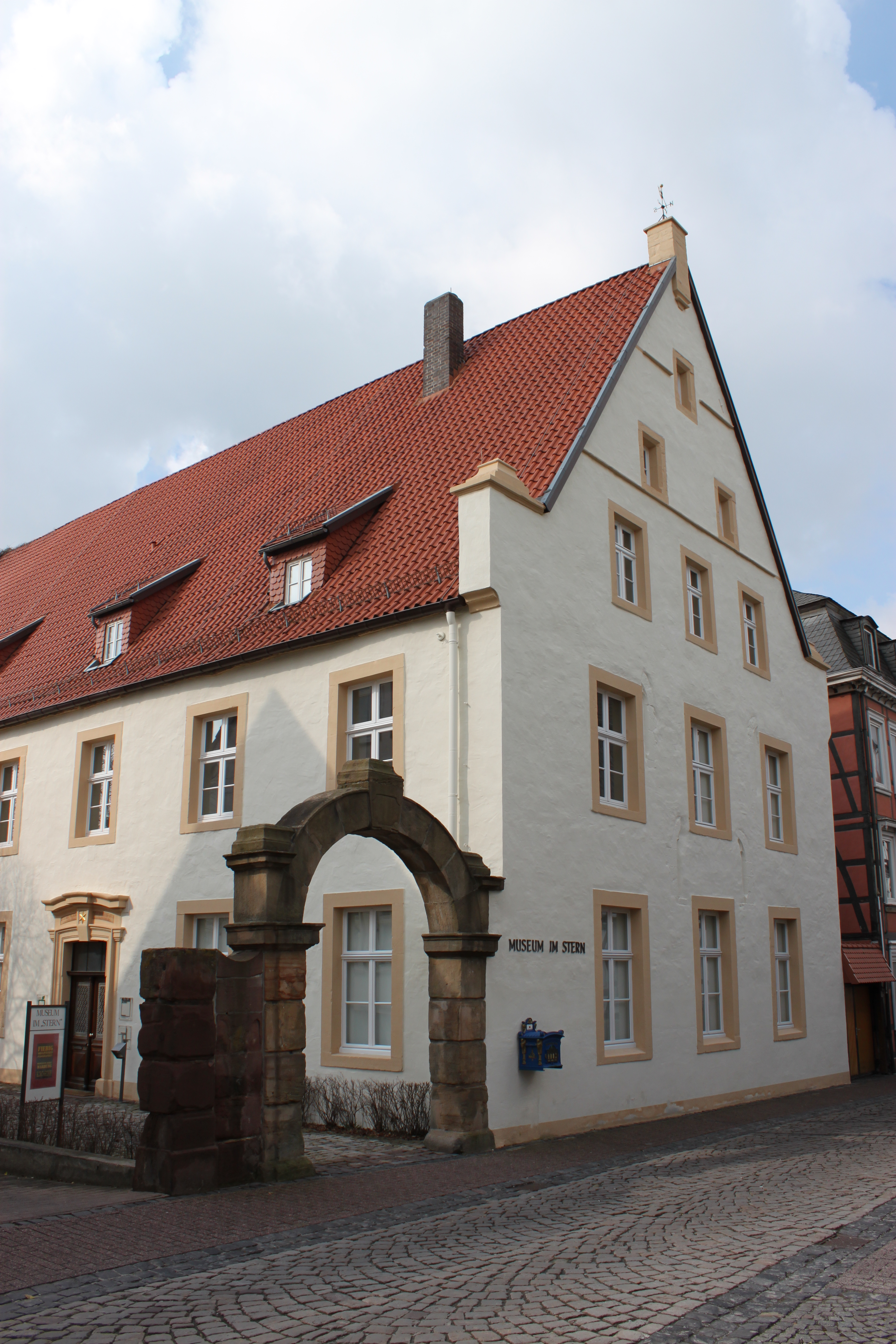
Haus Stern in Warburg, Quartier Herzog Ferdinands im August 1760

Die Stadt Warburg war bereits im Mai 1757 von hannoveranischen Truppen besetzt worden. Später im Jahr zog eine französische Besatzung ein, die allerdings im April 1758 wieder abziehen musste. Auch 1759 hatten Verbände beider Kriegsparteien kurzzeitig in Warburg geweilt. Die Auswirkungen dieser kurzzeitigen Durchzüge wurden jedoch im Sommer 1760 im Zuge der Schlacht weit übertroffen.
Schon am 28. Juli 1760 rückte das Freikorps Fischer in die Stadt ein und drängte die Bevölkerung zur Herausgabe von Dielen und anderem Holz, um damit zusätzliche Brücken über die Diemel zu schlagen, wo das Korps de Muys erwartet wurde. Die Stadt kam dieser Forderung nach und noch in der folgenden Nacht rückte der französische Oberbefehlshaber mit seinem Stab und 4000 Soldaten ein. Der Rest seines Korps lagerte außerhalb. Die in der Stadt untergebrachten französischen Soldaten sollen bereits erste Plünderungen verübt haben, bevor sie ebenfalls in die umliegenden Dörfer verlegt wurden.
Als am Morgen des 31. Juli die Kämpfe zwischen den Vortruppen beider Seiten am Desenberg begannen, geriet auch das Stadtgebiet in Mitleidenschaft. „Alle Leute in der Stadt waren in den größten Schrecken, Sorgen und Ängsten,“ berichtete später der Warburger Stadtsekretär Johannes Andreas Fischer. Kurz darauf wurden die ersten 20 verwundeten Husaren in die Stadt gebracht und dort versorgt. Am späten Nachmittag wurde das Freikorps Fischer von der Légion Britannique aus der Stadt geworfen. Nun folgte jedoch für die Stadt der schlimmste Akt. Auf Anordnung des Marquess of Granby wurde den alliierten leichten Truppen gestattet, zwei bis drei Stunden (die Angaben variieren in der Literatur) in Warburg zu plündern. Daran beteiligte sich nicht nur die Légion Britannique, sondern auch hessen-kasselsche und braunschweig-wolfenbüttelsche Husaren. Dabei kam es auch zu schweren Ausschreitungen gegen die Zivilbevölkerung, bei denen mindestens eine Frau erschossen und zwei weitere Personen angeschossen wurden. Die Beerdigung der Toten musste neun Tage verschoben werden, da die Friedhöfe außerhalb der Stadt wegen des dort lagernden Militärs nicht zugänglich waren.
Nunmehr waren es die Alliierten, die in der Stadt und der gesamten Umgebung das Korn und andere Lebensmittel eintrieben. Herzog Ferdinand und der größte Teil der alliierten Generalität nahmen nun bis zum 24. August in Warburg Quartier. Insgesamt erlitt die Stadt einen materiellen Schaden von etwa 50.000 Talern. Die einzige Entschädigung, welche später ausgezahlt wurde, waren 2.000 Taler, die Herzog Ferdinand dem Stadtrat zukommen ließ.

### Unmittelbare militärische Folgen
Die alliierten Truppen verloren in der Schlacht bei Warburg 66 Offiziere und 1173 Mann. Dabei waren nur wenige Infanterie-Regimenter und die Kavallerie des Marquess of Granby ins Gefecht gekommen. Allein das Grenadier-Bataillon Maxwell hatte 240 Mann verloren und auch die Verluste des Grenadier-Bataillons Daulhatt wogen schwer. Die Kavallerie des Marquess of Granby hatte 590 Mann verloren. Damit waren von den etwa 1200 verlorenen Soldaten mehr als 830 Briten. Das Korps de Muys büßte nach dessen eigenen Angaben 4203 Mann, davon 240 Offiziere, an Verlusten ein. Von diesen sollen 78 Offiziere und 2100 Mann in Gefangenschaft geraten sein. Die Beute der Alliierten umfasste 12 Geschütze, 28 Munitionswagen sowie 10 Fahnen und Standarten.
Maréchal de Broglie hatte am Morgen des 31. Juli von dem Abmarsch der alliierten Hauptheeres erfahren. Besorgt um die exponierte Stellung des Korps de Muy hatte er dem Grenadierkorps St. Pern (nahe Volkmarsen) und Lieutenant-général Comte de Guerchy mit drei Infanterie-Brigaden nach Warburg beordert. Diese Truppen kamen jedoch zu spät und konnten nur noch die Reste des Korps de Muy aufnehmen. Allerdings verschaffte der Abmarsch des alliierten Heeres den Franzosen die Gelegenheit, Kassel zu besetzen. Graf Kielmannsegg zog sich, wie zuvor verabredet, zurück und wich am folgenden Tag bis hinter die Weser aus. Maréchal de Broglie hingegen wandte sich nun in Richtung der Diemel, wo der Marquess of Granby mit seiner Abteilung vor dem französischen Druck auswich. Am 4. August fiel auch Göttingen an die Franzosen.
Am königlichen Hof in Versailles verursachte die Nachricht von der Niederlage Unverständnis und Unmut. Besonders Kriegsminister Belle Isle war verstimmt. Vor allem de Muy selbst wurde verantwortlich gemacht. Wahrscheinlich wäre er seines Kommandos enthoben worden, doch die gleichzeitig einlaufende Nachricht von der Einnahme Kassels stimmte die Regierungskreise milde, sodass keine personellen Konsequenzen gezogen wurden.
Strategisch hatte der Angriff die Lage des alliierten Heeres kaum verbessert. Zwar stand sie nach wie vor in der Defensive und hinter größeren Wasserhindernissen, doch letztlich wog der Verlust von Hessen politisch schwer. Die Festung Kassel bildete in den nächsten Jahren bis zum Ende des Krieges die militärische Ausgangsbasis der französischen Truppen. Für die nächste Zeit war es allerdings das vordergründige Bestreben Herzog Ferdinands, wenigstens Westfalen erfolgreich zu verteidigen.

## Rezeption

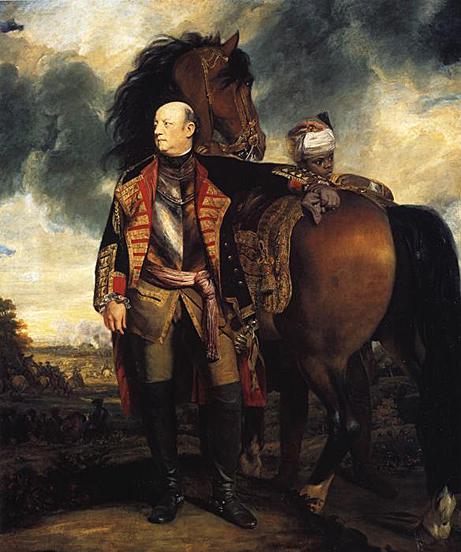
John Manners, Marquis of Granby, als Colonel der „Blues and Royals“ mit Glatze in bewusster Anspielung auf seine Attacke bei Warburg. Gemälde von Joshua Reynolds (1763/65).

Die Kämpfe bei Warburg haben in den verschiedenen nationalen Erinnerungen einen unterschiedlichen Stellenwert. Die preußische Geschichtsschreibung maß ihnen keinen großen Stellenwert bei und klassifizierte sie nicht als „Schlacht“, sondern lediglich als „Treffen“. So wird denn auch oft nur vom „Gefecht bei Warburg“ gesprochen. Allerdings wird die Bedeutung der Ereignisse bei Warburg heute differenzierter betrachtet: „Die Schlacht ist eine wichtige Etappe in der Kette von Niederlagen, die Frankreich im Siebenjährigen Kriege in Westdeutschland erlitten hat […] Die Summe dieser verlorenen Feldzüge hat zweifellos bewirkt, daß Frankreich friedenswillig wurde …“. In der britischen Literatur wurde der Schlacht, nicht zuletzt wegen des großen britischen Anteils, weit mehr Beachtung zuteil.
Beim Angriff der britischen Kavallerie ritt der Marquess of Granby in vorderster Linie bei den Horse Guards mit. In vollem Galopp soll ihm dabei sein Hut heruntergefallen sein. Der General kümmerte sich jedoch nicht darum und ritt glatzköpfig in den Kampf. Angeblich stammt daher die noch heute übliche englische Redewendung „going bald-headed“ („glatzköpfig werden“ = „ungestüm vorgehen“).
König Georg II. beauftragte den Maler Joshua Reynolds, ein Porträt des Marquess of Granby anzufertigen. Als Reynolds es 1765 fertiggestellt hatte, wurde es im Vorzimmer des St James’s Palace aufgehängt, wo sich morgens die jungen Offiziere vor dem Empfang bei der Königin versammelten. Dort hängt das Gemälde noch heute. Auf dem Bild wurde Granby in der Uniform der Horse Guards, dem Regiment, dessen Chef er war, vor einem Pferd dargestellt. Ganz bewusst wurde er ohne Hut und Perücke mit Glatze dargestellt, so wie er die Attacke bei Warburg geritten hatte.
In seinem Roman „The Luck of Barry Lyndon“ (1844) ließ der Autor William Makepeace Thackeray einen Teil der Handlung in Warburg und dessen Umgebung stattfinden. Dabei verarbeitete er auch die Schlacht selbst literarisch. Im Jahre 1975 adaptierte der Regisseur Stanley Kubrick in seinem oscarprämierten Film „Barry Lyndon“ den Roman. Kubrick stellte unter anderem eine Szene aus der Schlacht und den Aufenthalt des Romanhelden in Warburg frei nach.

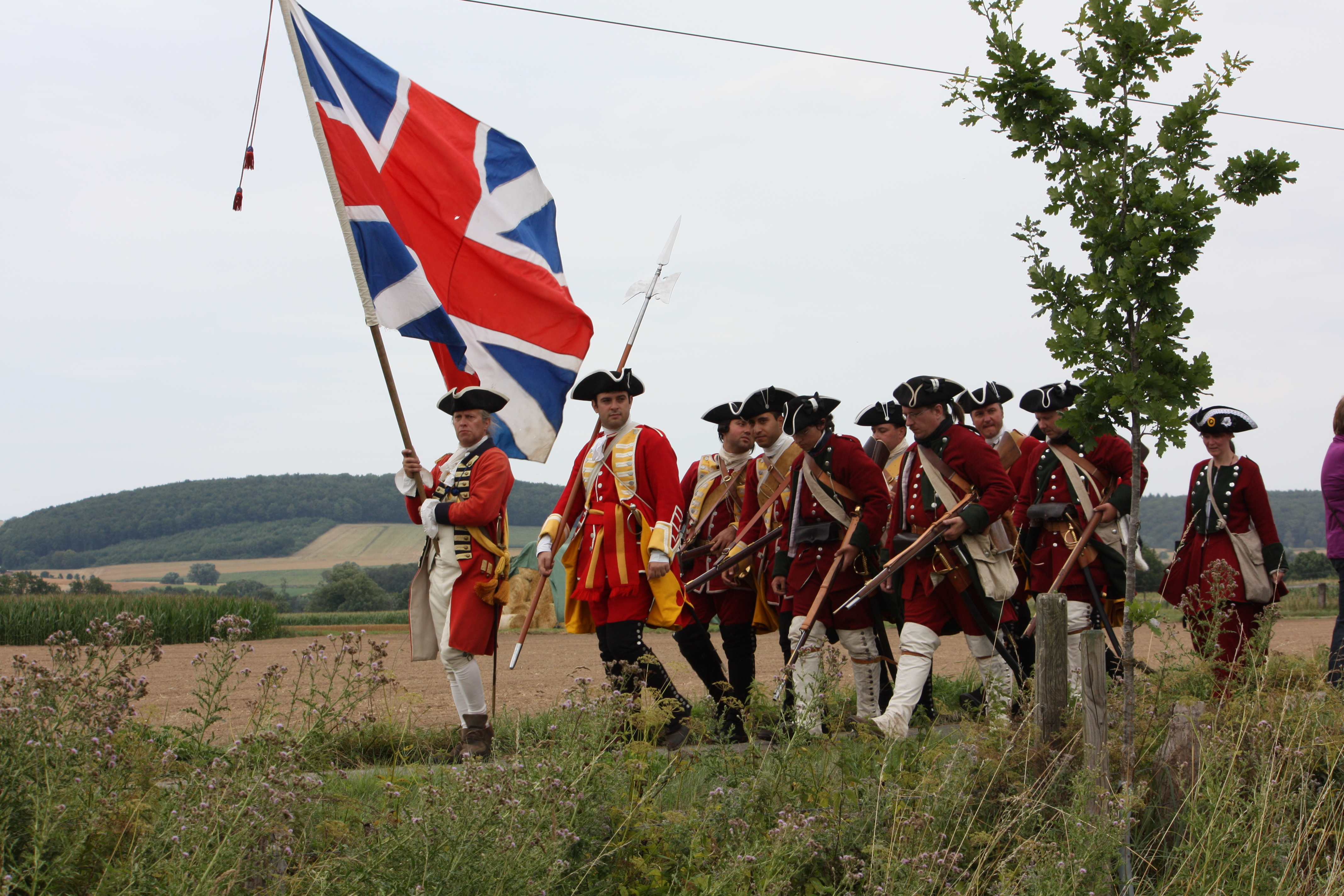
Reenactment zum 250. Jahrestag der Schlacht im Jahr 2010

Anlässlich des 250. Jahrestages der Schlacht am 31. Juli 2010 wurden in einer Reenactment-Großveranstaltung am Heinberg, einem der historischen Schlachtfelder, Szenen der Schlacht nachgespielt. Die Leitung dabei hatten die Historischen Kanoniere des Ossendorfer Schützenvereins. Entgegen der Darstellung des Reenactments nahmen an der Schlacht keine preußischen Truppen teil. Zusätzlich gab es eine Ausstellung in der Heinberghalle in Ossendorf. Vom Ossendorfer Schützenverein wurde eine Gedenkschrift herausgegeben.